# 最高人民法院研究室
最高人民法院研究室，位于北京市东城区东交民巷27号，是中华人民共和国最高人民法院内设机构。

## 沿革
按照1954年《中华人民共和国人民法院组织法》的规定，最高人民法院设刑事审判庭、民事审判庭和研究室、督导室、顾问室、办公厅等单位。1976年10月粉碎“四人帮”后，刑事审判庭、民事审判庭、办公厅等业务、行政单位逐步恢复。到1983年，设立了刑事审判第一庭、刑事审判第二庭、民事审判庭、经济审判庭、研究室、办公厅、人事厅、司法行政厅。

## 职能
2000年12月4日，《最高人民法院机关内设机构及新设事业单位职能》（法发〔2000〕30号）发布，其中规定最高人民法院机关内设机构有研究室，职能是：
1. 办理审判委员会会务，开展总结审判经验的调研及办理其他有关审判工作的事项。
2. 起草司法解释及有关组织、协调、编纂等工作。
3. 起草综合性文件、报告。
4. 负责司法统计。
5. 负责宏观调查研究工作。
6. 参与立法活动，研究、征集对法律、法规、规章草案的意见。
7. 对下级人民法院和有关部门提出的法律适用问题进行答复。
8. 办理或协调办理涉港、澳、台的法律事务。
9. 指导少年法庭工作。
10. 办理人权方面的事务[2]。

目前研究室“主要负责起草司法解释及有关组织、协调、编纂等工作；参与立法活动，研究、征集对法律、法规、规章草案的意见；对下级人民法院和有关部门提出的法律适用问题进行答复；办理或协调办理涉港、澳、台法律事务；负责少年法庭、司法统计和综合性调查研究工作；负责指导性案例的编纂。”

## 历任领导
| 主任 …… - 鲁明健（？—？） - 林准（？—1982年） …… - 周道鸾（？—？） …… - 邵文虹（2003年—2009年） - 胡云腾（2009年4月—2015年6月） - 颜茂昆（2015年6月—） | 副主任 …… - 熊选国（1998年11月—2002年2月） - 邵文虹（？—2003年） - 胡云腾（2002年6月—2009年4月） - 张泗汉（？—？） - 罗东川（2003年12月—2012年3月） - 孙佑海（？—？） - 严戈（？—？） - 胡伟新（？—？） - 郃中林（？—？） - 刘竹梅（？—？） - 郭锋（2014年5月—） - 周加海（？—） - 孙宪忠（2015年4月—？） - 张中（？—） |